# Piąty element
Piąty element (ang. The Fifth Element) – film science-fiction produkcji francuskiej z 1997 roku w reżyserii Luca Bessona.

## Obsada
- Bruce Willis jako	Korben Dallas
- Gary Oldman jako Jean-Baptiste Emanuel Zorg
- Ian Holm jako ojciec Vito Cornelius
- Milla Jovovich jako Leeloo
- Chris Tucker jako Ruby Rhod
- Luke Perry jako Billy, rysownik i pomocnik profesora Pacoliego
- Tom Lister Jr. jako prezydent Lindberg
- John Neville jako gen. Staedert
- Brion James jako gen. Munro
- Adrian Thaws (Tricky) jako asystent Zorga – "Prawa Ręka"
- Mathieu Kassovitz w epizodycznej roli rabusia, który chce okraść Korbena
- Sibyl Buck jako sekretarka Zorga
- Eddy Ellwood jako Roy von Bacon
- Maïwenn Le Besco jako Diva Plavalaguna

## Tytuł
Polskie tłumaczenie angielskiego tytułu The Fifth Element nie oddaje w pełni zamysłu reżysera. Film ukazuje miłość jako jeden z żywiołów (ang. element).

## Fabuła filmu
Akcja rozpoczyna się w 1914 roku w pobliżu egipskiej świątyni. Na Ziemię przybywają Mondoshawanowie, sprawujący opiekę nad czterema żywiołami – wodą, ogniem, ziemią, wiatrem – zwanymi w filmie elementami. Elementy są to cztery kamienie ustawione dookoła Piątego Elementu wyzwalające Światło Stworzenia.
Następnie akcja filmu przenosi się do roku 2263. W stronę Ziemi zmierza nieznany obiekt, którego nie da się zniszczyć. Z pomocą przybywają Mondoshawanowie, ale ich statek zostaje zestrzelony przez Mangalorów, wrogo nastawionej do Ziemian rasy. Ziemscy naukowcy z wraku statku odzyskują żywe komórki, z których udaje im się sklonować żywą istotę, Leeloo. Ta jednak ucieka z laboratorium i przez przypadek wpada do taksówki Korbena Dallasa, byłego majora sił specjalnych.